# Kasper Asgreen
Kasper Asgreen (n. 8 februarie 1995, Kolding, Vejle Amt, Danemarca) este un ciclist profesionist danez, care concurează în prezent pentru echipa Soudal–Quick-Step.

## Rezultate în Marile Tururi

### Turul Franței
5 participări
- 2019: locul 122
- 2020: locul 114
- 2021: locul 64
- 2022: nu a terminat competiția
- 2023: câștigător al etapei a 18-a

### Turul Spaniei
1 participare
- 2018: locul 134